# The Ball
The Ball är ett datorspel från 2010 utvecklat av Teotl Studios och utgivet av Tripwire Interactive. Datorspelet är ett kombinerat pusselspel och förstapersonsskjutare.